# Molesey
Moleseyés una població suburbana (en anglès: suburban town) al límit sud-oest de Londres, Anglaterra. de forma tradicional està subdividida en dues zones: East i West i està situada a la riba sud del riu Tàmesi al nord- est del barri (borough) d'Elmbridge a Surrey, amb el post town de East Molesey que s'estén cap al nord a través del Tàmesi dins el London Borough of Richmond upon Thames. Molesey es troba a entre 11,7 i 13,5 milles de Charing Cross i forma part de les Greater London Urban Area.East i West Molesey estan prop del Hampton Court Palace
Molesey està dividit en tres wards: Molesey South, East i North. Ocupa 5, 87 k2. Té 10.088 habitants (2011)

## Història
La primera evidència documentada d'un assentament a Moseley és del segle VII de la nostra era, poc després que 
Erkenwald va fundar l'Abadia de Chertsey l'any 666. En aquells anys el nom de Moseley apareix escrit com Muleseg i etimològicament podria derivar del nom patronímic Mul junt amb la paraula de l'Old English eg, que significa illa o prat de la riba del riu - per tant seria Illa de Mul.
East Molesey apareix l'any 1086 al Domesday Book sota el nom de Molesham.